# Criza datoriei publice din Grecia
Criza datoriei publice din Grecia debutează în 2009 și este o consecință a Crizei Economice Mondiale din prezent.
Punctul culminant a fost atins la 30 iunie 2015 când Grecia refuză să restituie cele 1,5 miliarde de euro pe care le datora Fondului Monetar Internațional.
Este primul caz când un țară membră UE se află în incapacitate de plată a datoriei către FMI.
Pentru a reducerea deficitului, diferitele guverne care s-au succedat au impus mai multe pachete de măsuri de austeritate:
- 9 februarie 2010: înghețarea salariilor angajaților guvernamentali și interzicerea orelor suplimentare.[2]
- 3 martie 2010: suprimarea unor bonusuri de Crăciun, Paște, creșterea TVA, a taxelor pe mașini importate ș.a.
- 6 mai 2010: reforme în sectorul public, creșterea vârstei de pensionare a femeilor, creșterea unor taxe.
- 29 iunie 2011: vânzarea unor proprietăți de stat, creșterea taxelor pentru persoanele cu un venit anual de peste 8.000 de euro, introducerea unei extra-taxe pentru cei cu un venit de peste 12.000 de euro anual, reducerea cunatumului pensiilor.
- 12 februarie 2012: reducerea salariilor și a pensiilor, anularea unor bonusuri de vacanță, reducerea bugetului Sănătății și Apărării, privatizarea unor mari firme cum ar fi companiile de gaze DEPA și DESFA.
- 7 noiembrie 2012: recapitalizarea băncilor, reformă în sistemul de taxe, în piața muncii, în sistemul de pensii.
- 17 iulie 2013: concedierea a 15.000 de angajați din sectorul public.

## Evoluția crizei
La 1 ianuarie 2001 Grecia intră în Zona euro.
Cu toate acestea, Wim Duisenberg, președintele de atunci al Băncii Centrale Europeane atrage atenția că Grecia mai are de lucru pentru a deveni economic convergentă cu celelalte țări care au adoptat moneda comună.
În perioada următoare, tot mai mulți observatori economici remarcă faptul că guvernarea a ascuns publicității adevărata valoare a deficitului bugetar.
Acest lucru a fost remarcat și de guvernul de centru-dreapta al premierului Konstantinos Karamanlis (care a venit la conducere în martie 2004), care din nou a decis să tăinuiască cifrele, deoarece se apropiau Jocurile Olimpice din 2004 care aveau să fie găzduite la Atena.
Criza financiară globală, care s-a declanșat în 2007, a lovit puternic Grecia, care era un stat vulnerabil, având o diferență mare între venituri și cheltuieli.
Statul este nevoit să dea publicității deficitul bugetar care se adâncise și faptul că avea nevoie de ajutor.
De teama extinderii crizei locale, celelalte țări comunitare decid să ajute Grecia, lucru concretizat în 2009 printr-un acord între Comisia Europeană, Banca Centrală Europeană, FMI și statul elen.